# Lustrochernes caecus
Lustrochernes caecus är en spindeldjursart som beskrevs av Beier 1953. Lustrochernes caecus ingår i släktet Lustrochernes och familjen blindklokrypare. Inga underarter finns listade i Catalogue of Life.